# Limenitis paroëca
Limenitis paroëca är en fjärilsart som beskrevs av Bates. Limenitis paroëca ingår i släktet Limenitis och familjen praktfjärilar. Inga underarter finns listade i Catalogue of Life.